# Häuptling

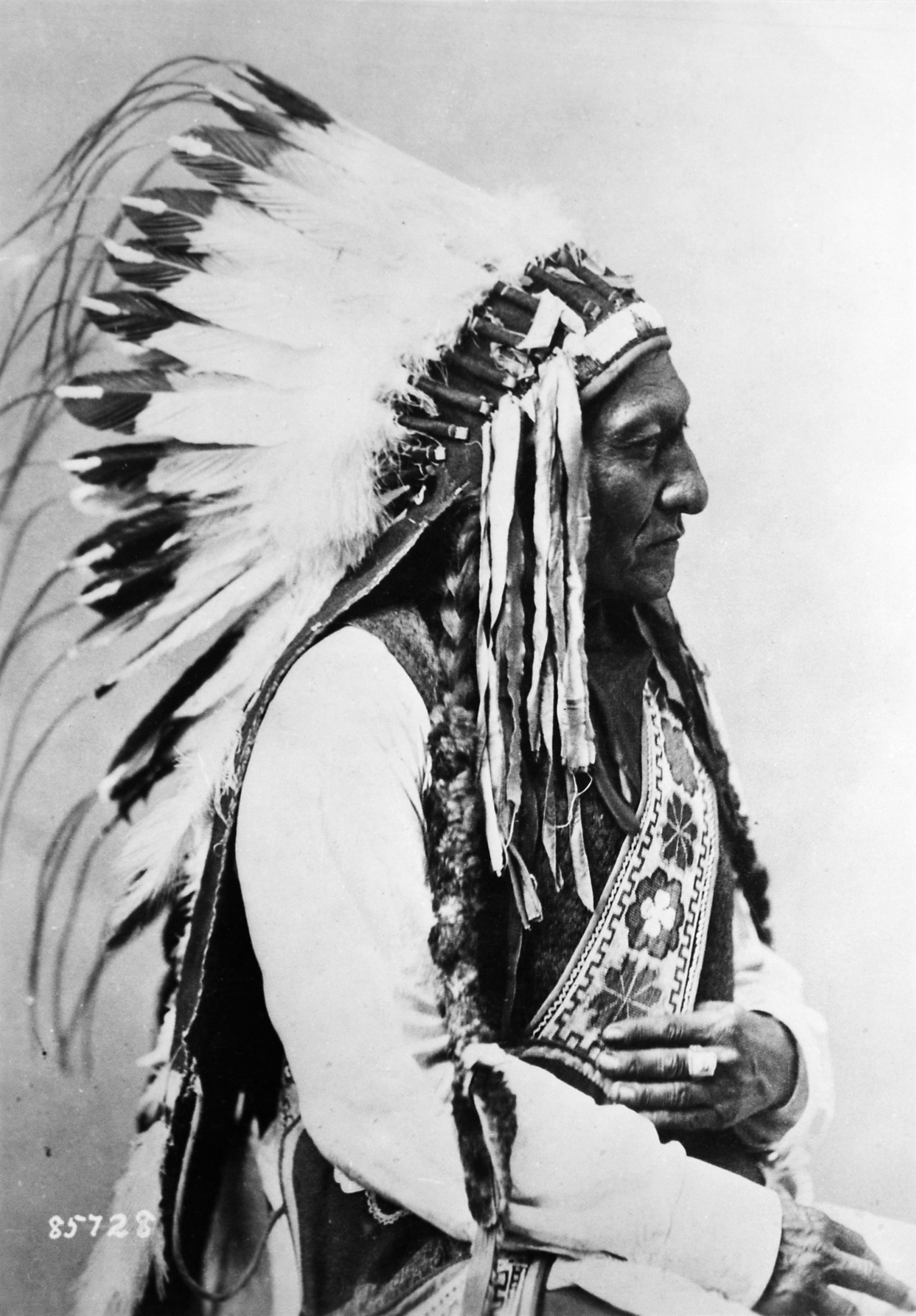
Sitting Bull mit zum Klischee gewordenen Häuptlingsinsignien: Lakota-Häuptlinge waren kraft ihrer Taten geachtete Anführer, deren Machtbefugnisse gering, zweckgebunden und zeitlich begrenzt waren

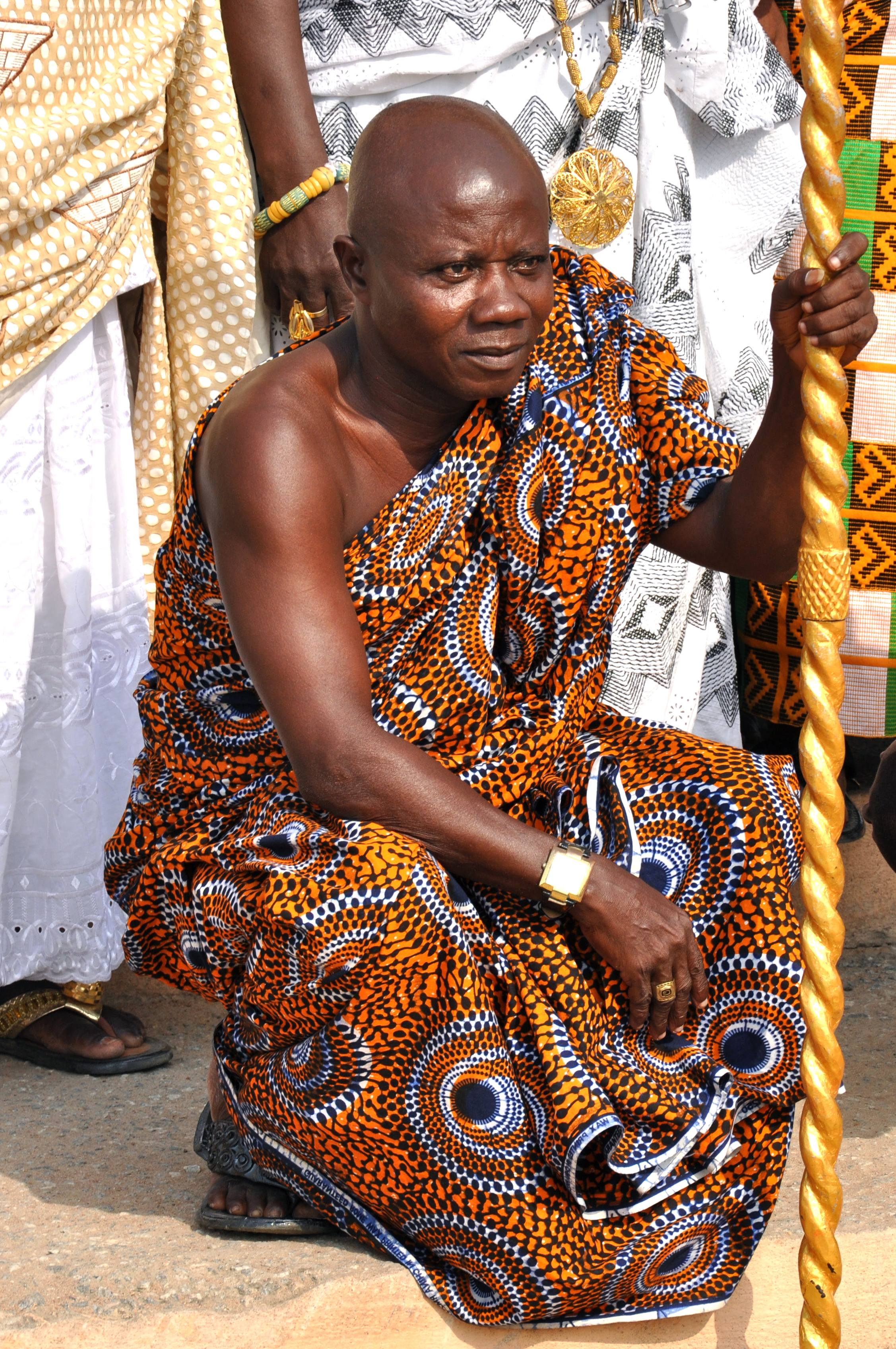
Moderner Aschanti-Häuptling aus Ghana: anerkannte traditionelle Machtbefugnisse innerhalb einer Demokratie

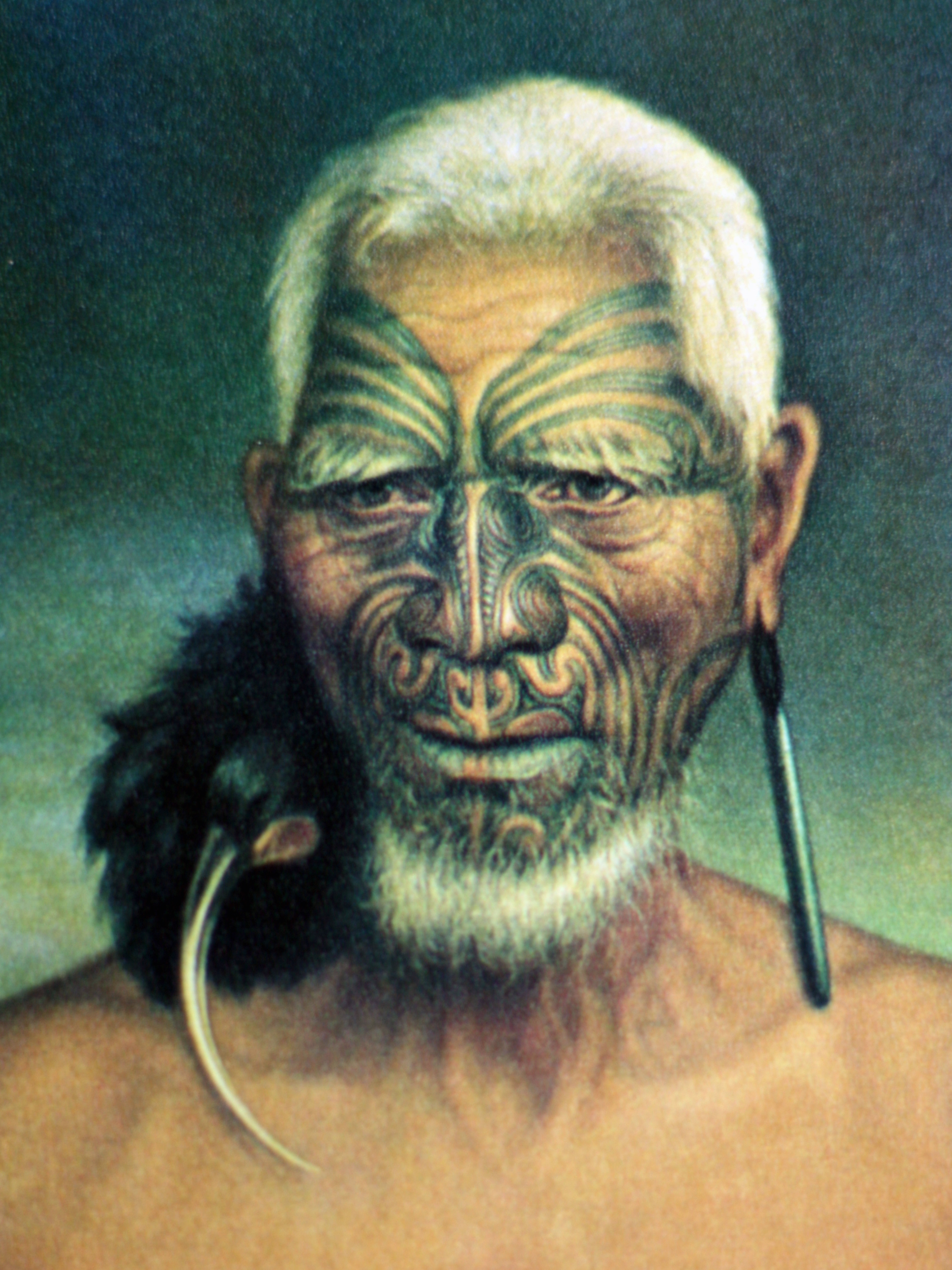
Tukukino, ein Māori-Häuptling: polynesische Häuptlinge erbten ihren Status, galten als Abkömmlinge der Götter und hatten weitgehende autokratische Machtbefugnisse

Mit Häuptling wird ein – vermeintlich oder tatsächlich – führendes Mitglied einer Gesellschaft ohne ausgeprägtes Staatswesen (einer Stammesgesellschaft oder eines Häuptlingstumes) bezeichnet.
Im Zuge des Kolonialismus hatten die Europäer solche undifferenzierten Sammelbezeichnungen (engl. chief, port. chefe, span. jefe, franz. chef) für die in ihren Augen höchstgestellte Person innerhalb der sehr unterschiedlichen Herrschaftsformen der Eroberten eingeführt. Dabei behalf man sich mit Analogien und dem „Fremden“, womit eine Form der „Primitivität“ verbunden war, die auf diese Weise für den gesamten globalen Kolonialraum übergreifend anwendbar war. Nur dort, wo staatliche Strukturen vorhanden waren, half man sich mit anderen Begriffen. Dies geschah vor allem, um die unbekannten Macht- und Sozialstrukturen an Bekanntes (Heerführer, Fürsten, Könige usw.) anzupassen und überhaupt erst erfassen zu können; aber auch, um bestimmte Personen zur kollektiven Verantwortung ziehen zu können, Vertragspartner zu haben. Zudem erhielten die „Wilden“, deren Kultur es zu überwinden galt, einen Platz im göttlichen Heilsplan; sie mussten also missioniert werden. 
Dies hing auch damit zusammen, dass zu einem Oberhaupt einer solchen Gruppe im Bewusstsein der Kolonisatoren auch ein Territorium gehörte, über das der jeweilige Häuptling verfügen konnte, auch bestimmte er über die religiöse Zugehörigkeit seiner „Untertanen“, wie europäische Herrscher dies lange taten. Daher hängen die aufgenötigten Begriffe „Stamm“, als Bezeichnung für eine angeblich überzeitliche, genetisch zusammenhängende Gruppe, und „Häuptling“ eng zusammen. Frauen als Häuptlinge waren vor dem Hintergrund der europäischen Gesellschaftsbilder nur schwer vorstellbar. Obwohl Status, Autorität und Machtbefugnisse eines „Häuptlings“ je nach Ethnie vollkommen unterschiedlich waren und sind, wird die Bezeichnung mangels Alternativen weiterhin verwendet.
Um die Autorität des Häuptlingstums oder einen sonstigen Vorrang zu erklären, kam diesen Männern und Frauen oftmals ein „unverletzlicher“ Charakter zu, oftmals aus besonderer Abstammung, häufig Verwandtschaft mit Göttern, abgeleitet. Abstrakter gesprochen stand dahinter „eine Ideologie, in der politische Macht, rechtliche Verpflichtungen und religiöse Berufung miteinander verschmolzen sind“. Analoge Bildungen stellen Scheich (in Nordafrika), Kazike (in Lateinamerika) oder Sachem im Nordosten Amerikas dar.
Als Entsprechung zum englischen chief („Chef“) in der Übersetzung der Werke des Schriftstellers James Fenimore Cooper verbreitete sich die Bezeichnung Häuptling in der ersten Hälfte des 19. Jahrhunderts im deutschen Sprachraum, mit der allgemeinen Bedeutung „Oberhaupt eines (halb)wilden Volksstammes“ (französisch chef de tribu „Stammes-Chef“).
Über die englischsprachige Sozialanthropologie und später Politikethnologie wurde der Ausdruck auch in Europa zu einem Schlüsselbegriff zur Beschreibung der Europäischen Frühgeschichte.
Im Nordwesten Deutschlands war „Häuptling“ die Bezeichnung des Oberhaupts ostfriesischer Volksgruppen im 14. bis 17. Jahrhundert (siehe Ostfriesische Häuptlinge). 

## Ursprünge der Bezeichnung
Die Verwendung des Ausdrucks „Haupt“ als pars pro toto für jemanden in einer Leitungsfunktion ist universell verbreitet und bildet etwa aus lateinisch caput einen Wortstamm, der in allen romanischen Sprachen umgesetzt ist.
Das spezifische deutsche Wort Häuptling, gebildet aus Haupt und dem Suffix -ling, hat Entsprechungen (Wortgleichungen) in mehreren anderen germanischen Sprachen und ist zuerst im Altfriesischen bezeugt, wo hâvding oder hâvdling ein Mitglied des friesischen Adels bezeichnet. Hâvding (hauding) bezeichnete zunächst eine führende Person in einem Prozess oder einen Anführer in einem Fehde- oder Militärverband, dann ein führendes Mitglied des Adels. Im Mittelniederdeutschen gibt es mit entsprechender Bedeutung das Wort hovetling. Ab 1358 ist das Wort als ein Titel friesischer Machthaber und Standesherren belegt. Das niederländische Wort hoofdeling hat noch heute diese Bedeutung, und in seiner hochdeutschen Form Häuptling wird es allein in diesem Sinne auch von Johann Christoph Adelung in seinem Grammatisch-kritischen Wörterbuch der Hochdeutschen Mundart angeführt (2. Auflage 1796). Die Autoren des Grimmschen Deutschen Wörterbuchs (Band 10 bei dtv, ursprünglich Band 4,2, 1877) weisen aber bereits auf einen erweiterten Gebrauch hin, so etwa durch Johann Wolfgang von Goethe und durch Ludwig Uhland: (Tarfe, saracenischer Häuptling:) „Den Saracenen, die Luceras Burg bewohnen, bin zum Häuptling ich gesetzt.“
In Johann Peter Eckermanns Gespräche mit Goethe in den letzten Jahren seines Lebens hören wir 1829 den 79-jährigen Goethe sagen: „So bringt ein Volk seine Helden hervor, die gleich Halbgöttern zu Schutz und Heil an der Spitze stehen; und so vereinigten sich die poetischen Kräfte der Franzosen in Voltaire. Solche Häuptlinge eines Volkes sind groß in der Generation, in der sie wirken; manche dauern später hinaus, die meisten werden durch andere ersetzt und von der Folgezeit vergessen.“

## Häuptlingsherrschaften in Friesland (14.–17. Jahrhundert)
Da sich im 14. Jahrhundert eher personal-herrschaftliche gegen territorial-genossenschaftliche Kräfte durchsetzten, verselbständigte sich die Gruppe dieser Vermögenden und Mächtigen (divites et potentes). Es entstanden regelrechte Häuptlingsherrschaften zwischen Jade und Ems, deren Führer sich durch kleine stehende Truppen und oftmals steinerne Häuser ostentativ absetzten. Im Laufe des 15. Jahrhunderts wurden die Häuptlinge zu einem klar umrissenen Stand. In dieser Bedeutung wurde Häuptling im Hochdeutschen bis um 1800 gebraucht. Trotz der sozialen Umwälzungen hielt sich das Wort mit einer weniger rechtlichen als herrschaftlichen Bedeutung, und es wurde in einem allgemeineren Sinne für Anführer verwendet.

## Übertragung auf (vermeintliche) Oberhäupter kolonisierter Völker
In der Frühphase des Kolonialismus wurde das Konzept Häuptling auf überseeische Oberhäupter in nicht staatlich organisierten Gesellschaften übertragen. Allenfalls gleichfalls unscharfe Bezeichnungen wie Fürst wurden gelegentlich auf sie angewendet. Bei Vertragsverhandlungen traten durch das Konzept der Häuptlingschaft, das die Kolonisatoren verwendeten, oftmals Probleme auf. Dort nämlich, wo keine häuptlingsähnliche Institution und auch keine staatliche Herrschaftsgewalt angetroffen wurde, wurde diese Position kurzerhand geschaffen, indem man eine irgendwie herausragende Person auswählte, oder einfach jemanden, dem man eine gewisse interne Durchsetzungskraft zutraute. Dabei wurden grundsätzlich nicht Gruppen, sondern Individuen und immer Männer bevorzugt, auch dort, wo ein Ältestenrat, oder eine Gruppe von Frauen die einflussreichste Instanz war. Waren in den Augen der Fremden Hierarchien erkennbar, so nannte man die augenscheinlich weniger Einflussreichen „Unterhäuptlinge“ (sub-chiefs). Diese Unterhäuptlinge führten in ihren Augen einen „Unterstamm“, der wiederum, wie der Hauptstamm, ein Territorium besaß.
Für die Kolonialpolitiker war es offenbar nicht vorstellbar, dass es Gruppen gab, die weder ein befehlshabendes Oberhaupt hatten noch ein Territorium mit definierten Grenzen beanspruchten oder deren Führung aus einer Gruppe bestand – bestenfalls aus dem eher vertrauten Ältestenrat – oder aus Frauen. Erst recht entsprachen zeitweilige Vereinigungen von Hausgruppen oder Familien, die saisonal und zur Erledigung bestimmter Aufgaben zusammenkamen, nicht der eng gefassten Vorstellung einer Führerschaft durch einen Häuptling (siehe dazu die nordamerikanischen Küsten-Salish). Dies hängt vielfach mit einem evolutionistischen Weltbild zusammen. So war es auch in der westlichen Ethnologie lange üblich, von Naturvölkern und Stämmen zu sprechen, wenn in Gesellschaften kein Staatswesen existiert, und deren (vermeintliche) Machthaber als Häuptlinge zu bezeichnen. So war es etwa in Nordamerika nicht vorstellbar, dass es ethnische Gruppen ohne die Dreiereinheit „Stamm–Territorium–Häuptling“ gab.
Der Übersetzungsprozess der Bezeichnungen für führende Personen in ethnischen Gruppen wird noch durch den Übergang von den Hauptkolonialsprachen Englisch und Französisch ins Deutsche verkompliziert. In Nordamerika wurden „Häuptlinge“ als chefs bzw. chiefs bezeichnet – Bezeichnungen, die wieder andere Konnotationen aufweisen, die aber als Rechtsbegriffe in Verträge und Gesetze eingingen. War die Bezeichnung erst etabliert, wurde sie ohne weitere Prüfung, da es kein anderes geeignetes Wort zu geben schien, ins Deutsche übersetzt, und zwar als „Häuptling“. Die Kolonisierten ihrerseits entwickelten Begriffe wie Traditioneller Häuptling (traditional chief), um gerade die hergebrachten Vorstellungen gegen die nach demokratischen Prinzipien gewählten Häuptlinge zu verteidigen.
Die Herrschaftsform von „Häuptlingen“ wurde aus dem eurozentristischen Blickwinkel oft undifferenziert wahrgenommen. Hohe Autorität, reine Sprecherfunktionen oder das Funktionsprinzip (Kriegshäuptling ist z. B. ein anderer als der Friedenshäuptling) wurden mit dieser Perspektive eingeebnet. Mit der Fixierung auf „Häuptlinge“ schuf man sich zudem ein ethnologisches Folgeproblem, da man empirisch tribes without rulers (dt. Volksgruppen ohne Anführer) auffand. Dies bereitete vor allem der britischen Kolonialverwaltung Schwierigkeiten, da sie auf die indirect rule eingestellt war: Dazu aber hätte es der direct rulers (Häuptlinge) bedurft, so dass man diesen Völkern zum Teil die ihnen fremde Rechtsform von „Häuptlingen“ aufzwang.
Heute sind die entsprechenden Bezeichnungen in den meisten Ethnien etabliert, wenn es auch Versuche gibt, die Eigenbezeichnungen für diese Art von Führerschaft(en) zu beleben. Im internen Gebrauch existieren sie vielfach neben der legalistischen Auffassung, vielfach tragen traditionelle Häuptlinge bewusst die lokalen Bezeichnungen, während die gewählten Häuptlinge, die stärker vom Staat abhängen, sich als „chief“ bezeichnen. Hier hat sich ein Gegensatz entwickelt, der im Deutschen nicht auftritt. Erst die Gegensätze von „gewählter“ und „traditioneller“ Häuptling geben dies wieder.
Zur Etablierung der Bezeichnung in den europäischen Ursprungsländern des Kolonialismus trugen insbesondere die weite Verbreitung der Bücher von James Fenimore Cooper und Karl May bei. Zu Lebzeiten der Autoren erschien die vermittelte Darstellung sehr realistisch und lebensgetreu. Insbesondere von Karl May weiß man, dass seine Darstellungen nur aus der ihm damals zur Verfügung stehenden Literatur stammten, zu denen vor allem die Lederstrumpfromane Coopers gehörten. Eine ähnliche Bedeutung kam schließlich dem Film zu, zunächst dem Genre „Western“, später den Verfilmungen der Karl-May-Romane.
Das Fehlen einer weiblichen Form der Bezeichnung übertrug zudem „die europäische, sexistische Nicht-Wahrnehmung der Macht von Frauen auf die kolonisierten Gebiete und setzt[e] strukturelle Macht mit Männlichkeit gleich.“ Mit dieser Bezeichnung, die die Eigenbezeichnungen abtat, konnte man sich somit aus der Position des Eroberers, der unter Monarchen oder Präsidenten eindrang, von minder bedeutsamen Machthabern in kolonialisierten Gesellschaften abheben. Somit wurde eine unüberbrückbare Differenz zwischen den europäischen Mächten und den von ihnen eroberten Gebieten hergestellt.

## Häuptling in der Ethnologie
In der Ethnologie bezeichnet Häuptling (nur noch selten verwendet) die Anführer von Ranggesellschaft (nach Morton Fried) – oder von Stammesgesellschaften und Häuptlingstümern nach anderen Autoren. Sie werden jedoch recht unterschiedlich beschrieben.
Der Stammeshäuptling wird aufgrund besonderer Fähigkeiten oder Verdienste für eine gewisse Zeit mit Autorität ausgestattet. Diese Form eines Oberhauptes wird heute auch als „Big Man“ bezeichnet. Das heißt, die Gemeinschaften akzeptieren nur zeitweilige charismatische Anführer in bestimmten Situationen (z. B. „Kriegshäuptling“, „Jagdhäuptling“ u. Ä.). Machtbefugnisse sind damit in der Regel nicht verbunden, sondern lediglich Ansehen und Status. Erst die Kolonialmächte verlangten Handlungsbevollmächtigte nach europäischem Muster, die dann vereinfachend als Häuptling bezeichnet wurden.
Die Häuptlinge der Gesellschaftsform, die als „Häuptlingstum“ bezeichnet wird, erben ihr Amt. Häuptlinge stammen in der Regel aus der höchstrangigen Gesellschaftsschicht und haben gewisse Vorrechte an den Ressourcen. Ihre Macht ist allerdings beschränkt: Sie verfügen weder über ein Gewaltmonopol, noch über Handlanger.